# Kirche von Rute

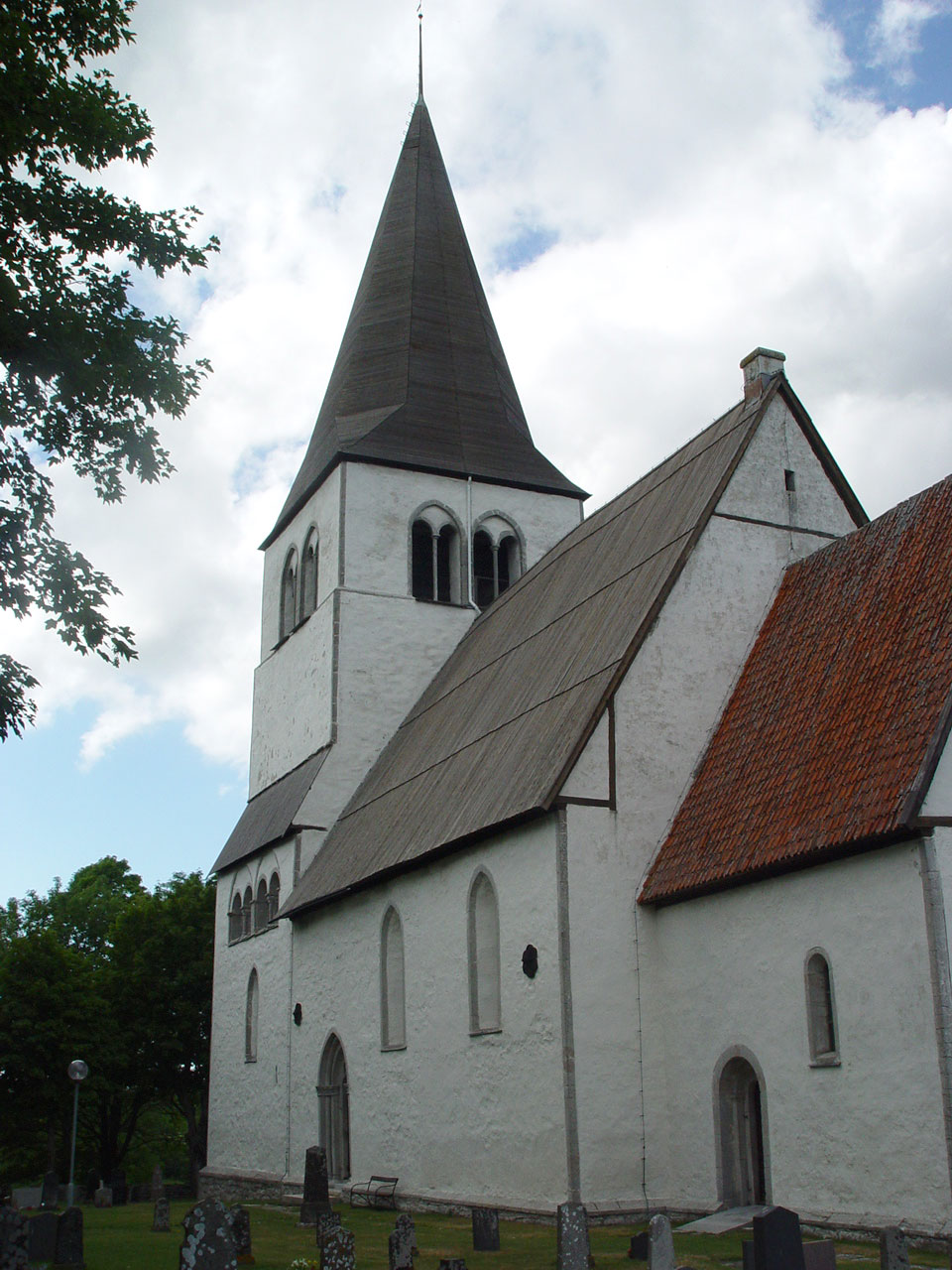
Kirche von Rute

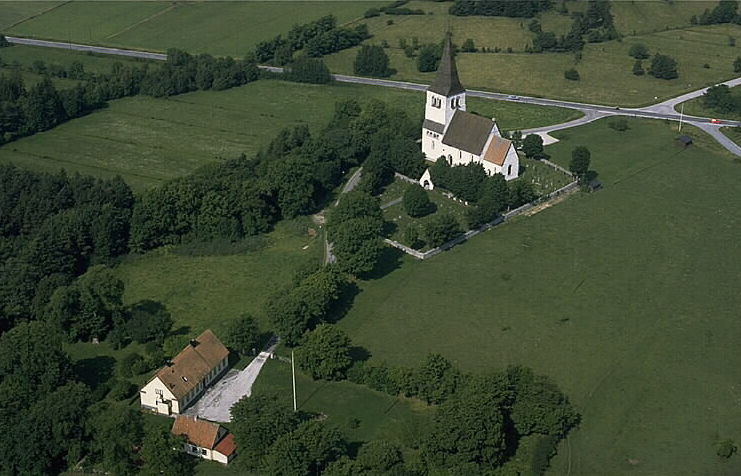
Luftbild

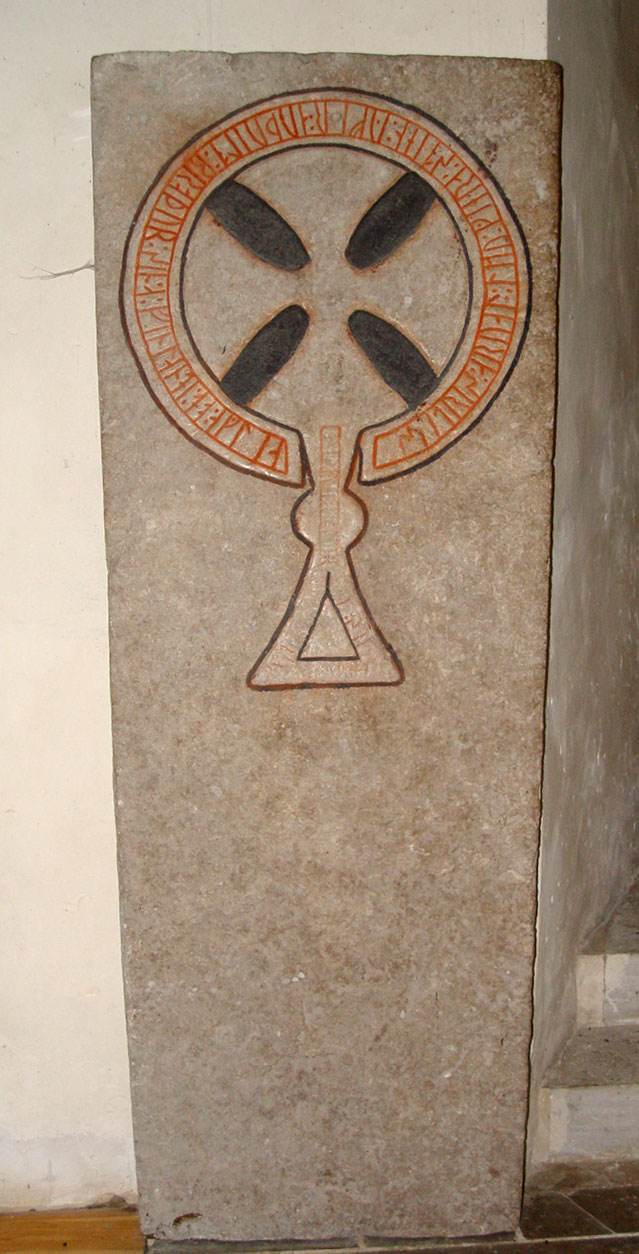
Runenbildstein G 319 in der Kirche – einer der 14 Ostsee-Runensteine; Text: Sigtryggs Erben machten den Stein über Audvald, seinen Bruder, der in Finnland starb

Die Kirche von Rute (schwedisch Rute kyrka) ist eine romanische Landkirche auf der schwedischen Insel Gotland. Sie ist die Hauptkirche der Kirchengemeinde (schwed. församling) Bunge im Bistum Visby.

## Lage
Die Kirche liegt 43 km nordöstlich von Visby an der Straße nach Fårö im Norden Gotlands.

## Baugeschichte
Das Kirchengebäude besteht aus einem gerade abschließenden Chor, einem zweischiffigen Langhaus, einem Turm mit Galerien auf der Nord- und Südseite sowie einer kleinen Sakristei, die in nachreformatorischer Zeit hinzukam. Es scheint, dass es, eventuell mit Ausnahme des Turmes, keine längere Unterbrechung beim Bau gab. Chor und Langhaus dürften Mitte des 13. Jahrhunderts aufgeführt worden sein. Das Bauwerk wurde mit der Errichtung des Turmes gegen Ende desselben Jahrhunderts vollendet. Die sechs Zeltgewölbe des Langhauses werden von zwei gemauerten Pfeilern getragen, die vermutlich die schlanken Säulen des üblichen gotländischen Typs ersetzten. Im Westen öffnet sich das Langhaus durch zwei Bögen, die von einer Säule mit blattornamentiertem Kapitell getragen werden, zur Turmkammer. In der Turmkammer stehen drei mittelalterliche Grabsteine aus Kalkstein, von denen einer eine Runeninschrift trägt, die lautet: „Si-tris Erben ließen den Stein für Ödvald, seinen Bruder, machen, der in Finnland starb“. Zwei der mittelalterlichen Kirchhofsportale sind erhalten, eines im Süden und eines im Norden. Spuren in der Kirchhofmauer und ältere Angaben belegen, dass es auch im Osten ein Portal gab.
An der Nord- und Südwand des Langhauses befinden sich Kalkmalereien, die Mitte des 15. Jahrhunderts vom Passionsmeister geschaffen wurden. An der Nordwand ist der gewöhnliche Passionsfries (fragmentarisch) und an der Südwand sind die Geschichte der Kindheit Jesu sowie Szenen aus der Legende der Katharina von Alexandrien dargestellt: ihre Anklage vor dem König – Disput mit neun gelehrten Männern – sie betrachtet einen Märtyrerscheiterhaufen – wird gefoltert – enthauptet. Die Gewölbemalerei, eine reiche Ausschmückung in Form von Schlingen, die sich in Flechtwerk verzweigen, stammt aus dem späten 13. Jahrhundert, aber sie könnte frühere, einfacher ausgeführte Malereien als Vorgänger haben.

## Ausstattung
Das Triumphkruzifix stammt ungefähr von 1260 und der Taufstein aus der Mitte des 13. Jahrhunderts. Das Langhaus weist Malereien aus dem 15. Jahrhundert auf. Der Altaraufsatz aus Sandstein zeigt die Initialen des dänischen Königs Christian IV. (1588–1648) und dürfte daher in der ersten Hälfte des 17. Jahrhunderts geschaffen worden sein. Das Mittelfeld zeigt eine Darstellung von Abrahams Opfer, an den Seiten Moses und Aaron. Er stammt ursprünglich aus der Visborger Schlosskirche. Die Kanzel wurde 1733 gebaut. Eine Wandverkleidung wurde 1730 von Sonderburger Schiffern gestiftet.
Die Kirche wurde 1950/51 nach Plänen des Architekten Erik Fant restauriert. Dabei wurden ein Großteil der Wandmalereien des Langhauses sowie alle Gewölbemalereien zutage gebracht.

## Galerie

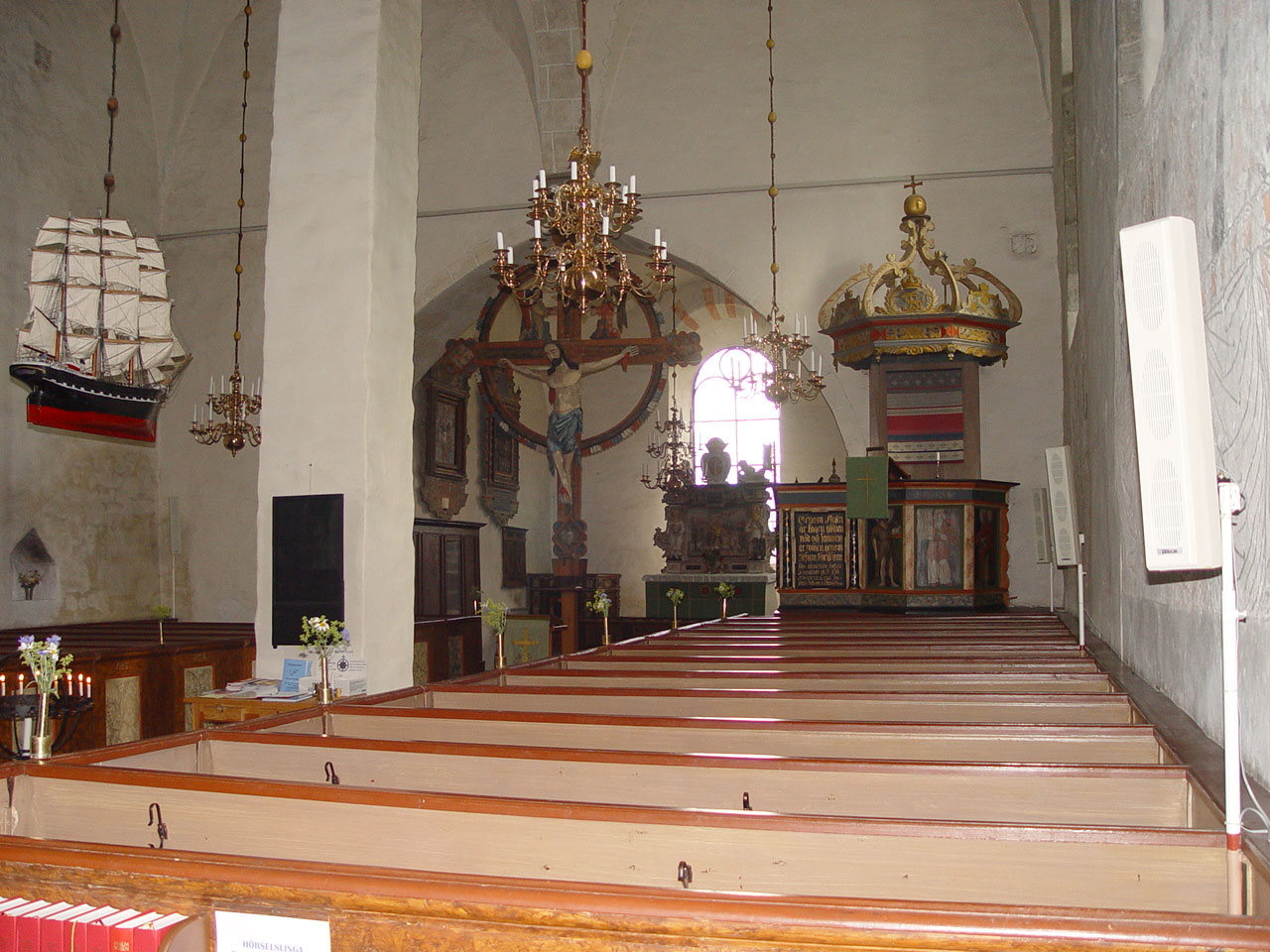
Blick durch das Langhaus zum Chor
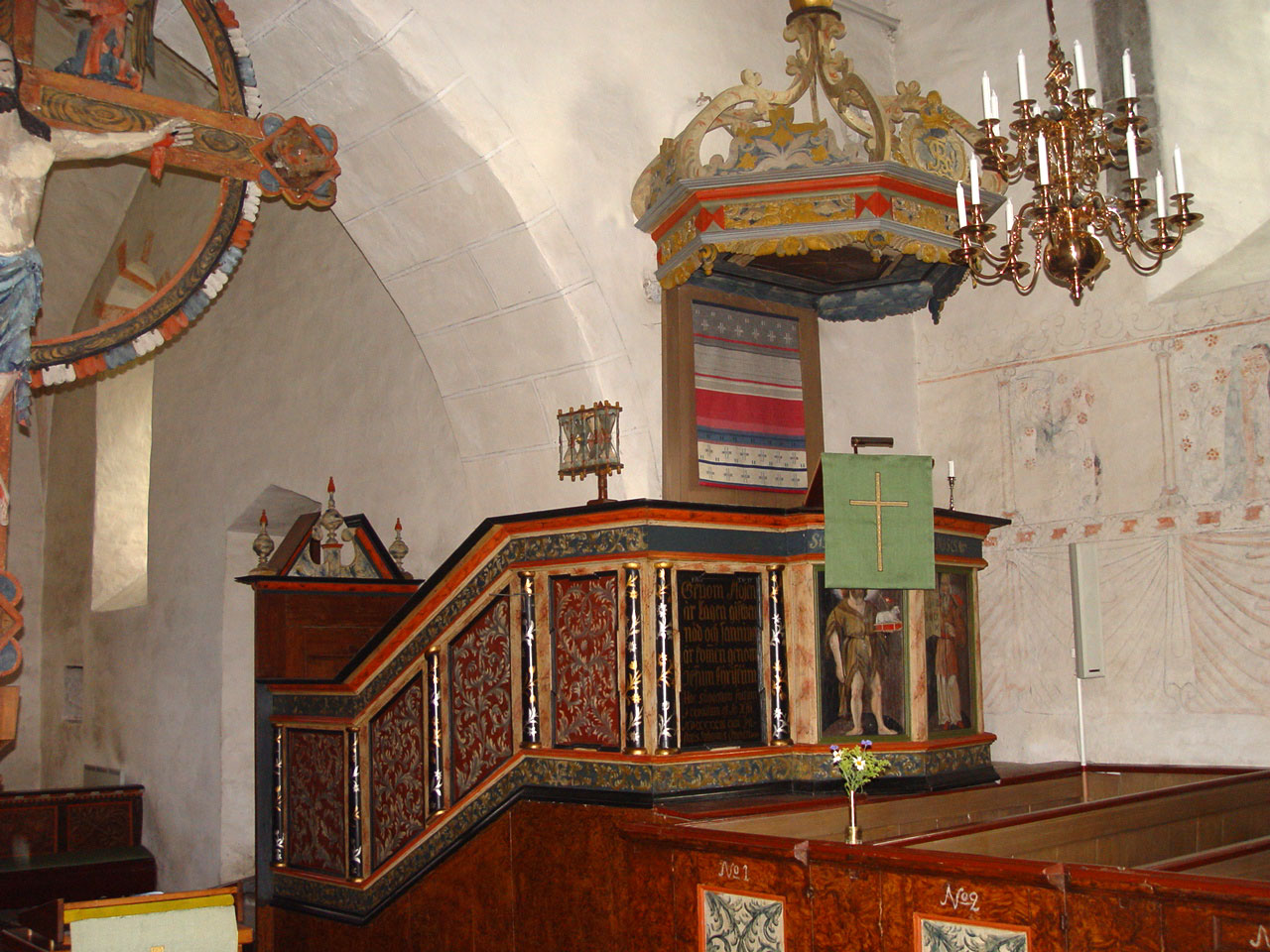
Kanzel
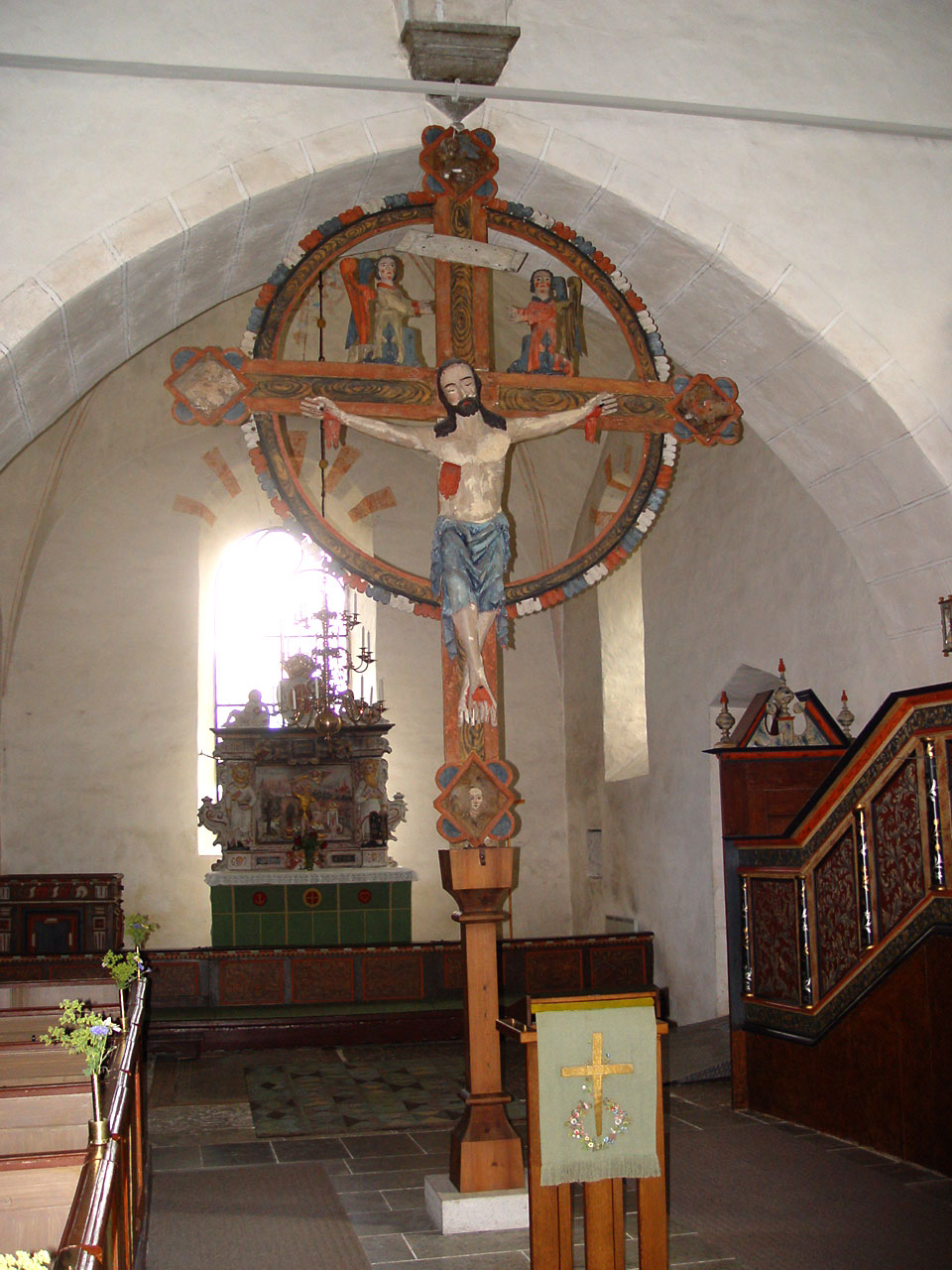
Triumphkruzifix
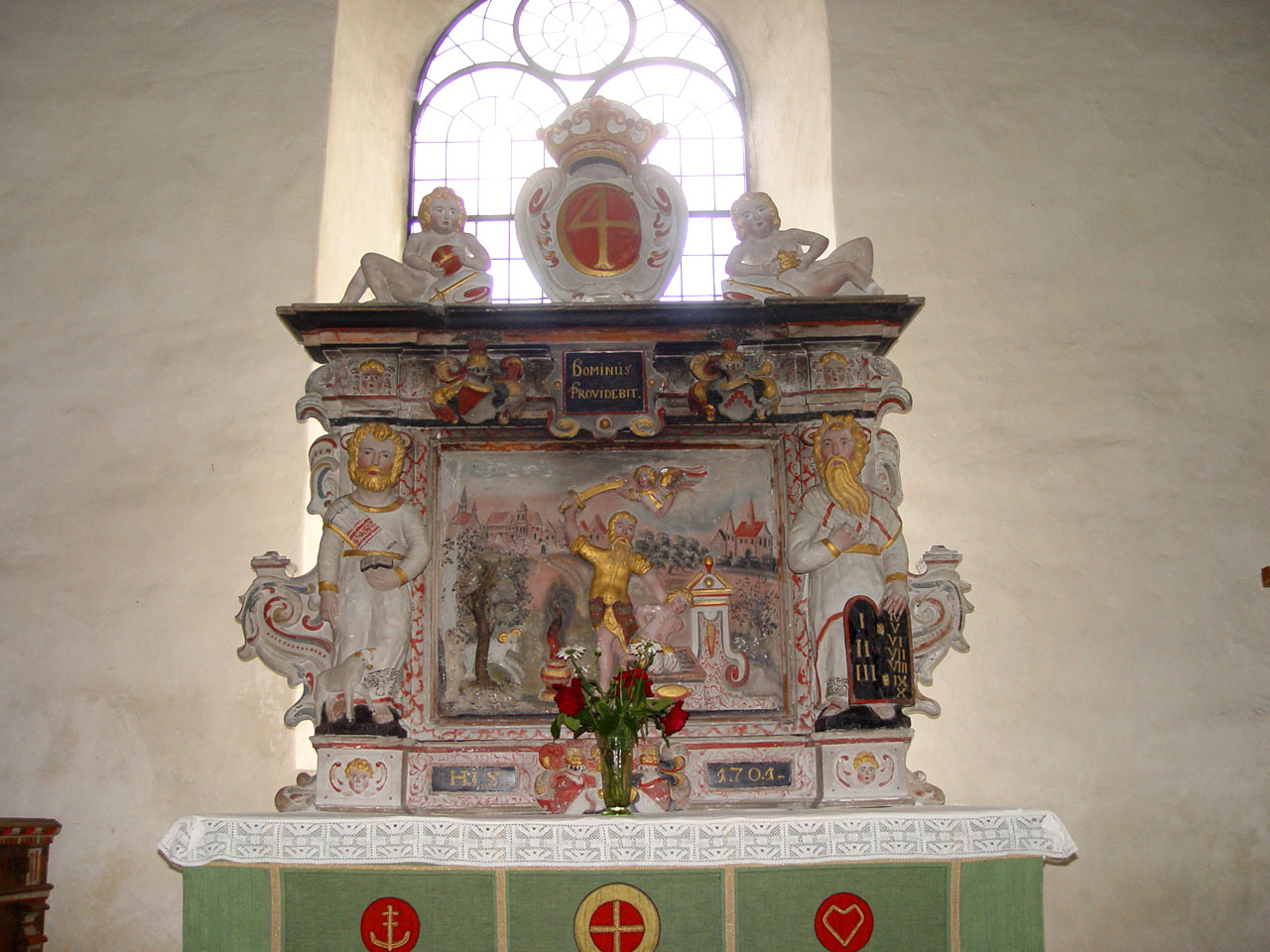
Altar aus Sandstein von 1620